# 奥普西金军区
奥普西金军区（希臘語：θέμα Ὀψικίου，转写：thema Opsikiou），或简称为奥普西金（希腊语，来自于拉丁语）是拜占庭帝国的军区。位于小亚细亚西北部，毗邻君士坦丁堡，最早是为了驻扎帝国常备军而设立。在早期奥普西金军区是最大且最富盛名的军区，却因为反复叛乱而在8世纪中期被一分为三，从而不复往日的威风，逐渐变为中流，直到第四次十字军东征后被灭亡。

## 历史
奥普西金是最早被设立的四大军区（安纳托利亚、奥普西金、亚美尼亚、色雷斯西亚）之一，来自于败退的东罗马军队，“奥普西金”这一名称源于拉丁文“Obsequium”，即常备军的意思，在7世纪早期是指护卫皇帝的军队，而在当时中央常备军作为守军驻扎在君士坦丁堡城内。而在该世纪40年代帝国遭遇到穆斯林军队的致命打击后，残留的野战军撤回至小亚细亚，驻扎的区域各自被划分为军区，而奥普西金军区也正是为中央常备军设立，囊括了当时小亚细亚西北部的密西亚，比提尼亚，部分的加拉塔，吕底亚和帕夫拉戈尼亚，从达达尼尔海峡沿岸延伸阿利斯河领域（今土耳其克泽尔河），首府则设置在安基拉（今土耳其安卡拉）。军区的起始设立日期不明，最早的观点认为该军区的时间可追溯至626年，但可证实的时间是在680年。还有说法说奥普西金军区还囊括了色雷斯的土地，也许是在7世纪晚期到8世纪时进行了联合治理的缘故。

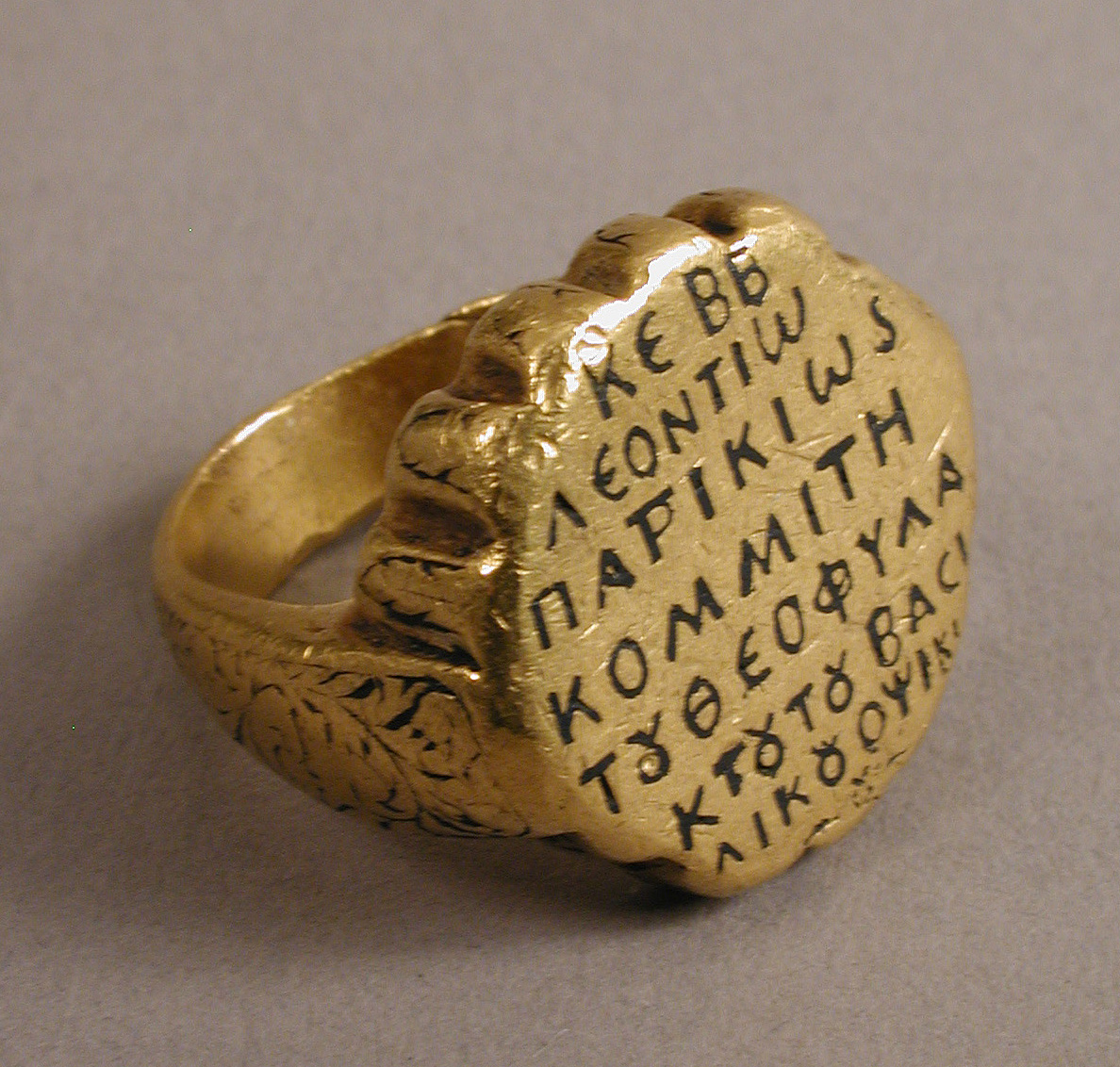
莱昂提奥斯的印章戒指，同时刻有“承天神佑帝国常备军”和荣衔“贵族”的文字

奥普西金军区的独特起源正是来自于其的组织结构，该军区长官不像其他军区一样称“将军”，而称随从官（κόμης），全称为“帝国常备军随从官”。随从官的下属不是其他军区下辖的军区副将军（tourmai），而是原先军队里数个精英军团的指挥（Domestikos），例如奥普提马顿军团和布塞拉里亚军团（这两个军团都可以追溯到4-6世纪帝国雇佣的哥特人蛮盟佣兵）。同时出土的印章也说明了奥普西金随从官的尊贵不凡：他的纹章戒指竟冠以“承天神佑帝国常备军”之名。
正因为其毗邻帝都君士坦丁堡，地理上对于其他军区优势极佳，奥普西金随从官也常常敢于悖逆皇帝而起兵谋反。668年，君士坦斯二世在西西里遭到刺杀，野战军随从官梅策齐乌斯起兵发起政变，但被镇压。在查士丁尼二世治下，“贵族”（荣衔）、奥普西金随从官巴拉斯巴科里奥斯将其军区治理成皇帝的权力基础地区，皇帝从色雷斯地区抓来了大量的斯拉夫人安置在奥普西金军区以加强其军事实力，而这其中的绝大多数都在之后713年对阿拉伯人的第一次战役（萨巴斯托波利斯战役）中做了逃兵。
同年奥普西金的军队起兵反叛，推翻了篡夺查士丁尼二世皇位并将其谋杀的腓利皮科斯，改为拥立安纳斯塔修斯二世为帝，很快不久在715年再次拥立狄奥多西三世。之后又在717年，奥普西金军队又支持“伊苏里亚人”利奥（即之后的利奥三世）登上皇位（在利奥的统治生涯里上位仅一年后，奥普西金的随从官“帕特里科斯”伊索斯就谋求皇位，但他失败了）。之后在741年该军区随从官阿尔塔巴斯多斯以军区作为基地尝试篡夺君士坦丁五世的皇位，但是兵败。之后的766年，另一位奥普西金军区的随从官也追随前人们的脚步,兵变失败后和他的前任们一样，被君士坦丁五世剜眼后流放在外。当然奥普西金军区频繁作乱的原因非仅仅是随从官的个人意志，也是取决于当时军区治下的人民：他们是圣像的坚实崇拜者和守护者，与伊苏里亚王朝的各个皇帝的立场（圣像破坏主义）相悖。
正因为如此，君士坦丁五世打算削弱这个潜在动乱源的左膀右臂：他将奥普西金军区拆成三块，分离出新的军区奥普提马顿和布塞拉里亚，同时也招募了新的精锐士卒建立贯彻皇帝政策的暴力机器，即帝国近卫军（tagmata）。
由于君士坦丁五世的一系列改革，奥普西金军区被降级成卫戍军团，仅保留了常备的骑兵军团：军区被拆分出一些副军区，原先的随从官被降为诸多将军中的第六位，更在之后的9世纪，军区首长的头衔被改成了“将军”，与其他军区保持一致。在该世纪的记录中，军区将军的年俸为30磅，由曾经的18000名士兵降为6000名，军区的首府也被移至尼西亚。在10世纪君士坦丁七世的著作《军区概论》（拉丁文：De Thematibus）中提到了该军区所下辖的九座城市：屈塔希亞、多利留姆、米代翁、阿帕梅亚、米勒亚、兰普萨库斯、帕里昂、基齐库斯和阿卑多斯。
在9世纪20年代的“斯拉夫人”托马斯带头的大叛乱里，奥普西金军区的部队保持了对米海尔二世的忠诚。但在866年，奥普西金再一次成为动乱的根源。乔治·佩伽尼斯，当时的奥普西金将军，与色雷斯西亚军区的将军一起起兵反叛瓦西里一世，之后又重施故伎于米海尔三世。之后又在930年，当地又爆发了反对当时皇帝（来自勒卡普诺斯家族的罗曼努斯一世）的“铜手”瓦西里叛乱。动乱起的极快而平息的也快，如同过去频繁的拥立新主的叛乱的翻版。
直到科穆宁王朝时期奥普西金军区仍然存在，但在12世纪便和合在一起被联合治理爱琴群岛军区，军区在第四次十字军东征之后仍然幸存下来并被尼西亚帝国所管辖，直到最后在1234年乔治阿克罗波利特斯的记录下，奥普西金军区最终沦陷于意大利人的手中，军区土地被拉丁帝国吞并。

### 脚注
1. ↑  Haldon 1984，第443–444頁.
2. ↑  Haldon 1984，第178頁.
3. ↑  Haldon 1997，第214–216頁.
4. 1 2 3  Treadgold 1995，第23頁.
5. 1 2  Kazhdan 1991，第1528頁.
6. 1 2 3 4 5 6 7 8  Lampakis & Andriopoulou 2003.
7. ↑  Kazhdan 1991，第2079頁.
8. ↑  Lounghis 1996，第28–32頁.
9. ↑  Haldon 1997，第313頁.
10. ↑  Treadgold 1995，第26頁.
11. ↑  Treadgold 1995，第27頁; Haldon 1997，第80, 442頁.
12. ↑  Lounghis 1996，第27–28頁.
13. 1 2  Lounghis 1996，第28–31頁.
14. ↑  Treadgold 1995，第29, 71頁.
15. ↑  Treadgold 1995，第71, 99, 210頁.
16. 1 2 3  Kazhdan 1991，第1529頁.
17. ↑  Lounghis 1996，第30頁.
18. ↑  Haldon 1999，第314頁.
19. ↑  Treadgold 1995，第31頁.
20. ↑  Haldon 1999，第97頁.
21. ↑  Ahrweiler 1966，第79頁.

### 书籍
- Ahrweiler, Hélène. . Paris, France: Presses universitaires de France. 1966  [2019-02-25]. （原始内容存档于2020-06-01） （法语）.
- Haldon, John F.  3. Bonn, Germany: R. Habelt. 1984  [2019-02-25]. ISBN 3-7749-2004-4. （原始内容存档于2020-06-01）.
- Haldon, John F. . Cambridge, United Kingdom: Cambridge University Press. 1997  [2019-02-25]. ISBN 978-0-521-31917-1. （原始内容存档于2019-01-28）.
- Haldon, John F. . London, United Kingdom: University College London Press (Taylor & Francis Group). 1999  [2019-02-25]. ISBN 1-85728-495-X. （原始内容存档于2020-06-25）.
- Kazhdan, Alexander (编). . New York and Oxford: Oxford University Press. 1991. ISBN 978-0-19-504652-6.
- Lampakis, Stylianos; Andriopoulou, Vera. . Encyclopedia of the Hellenic World: Asia Minor. Athens, Greece: Foundation of the Hellenic World. October 17, 2003  [7 October 2009]. （原始内容存档于2016-03-03） （希腊语）.
- Lounghis, T. C. . Byzantine Symmeikta. 1996, (10): 27–36  [2019-02-25]. ISSN 1105-1639. （原始内容存档于2015-11-21）.
- Pertusi, A. . Rome, Italy: Biblioteca Apostolica Vaticana. 1952 （意大利语）.
- Treadgold, Warren T. . Stanford, California: Stanford University Press. 1995  [2019-02-25]. ISBN 0-8047-3163-2. （原始内容存档于2020-06-01）.